# 卡罗利拟小石松
卡罗利拟小石松（学名：Pseudolycopodiella caroliniana）为石松科拟小石松属下的一个种。